# Дукат (община Босилеград)
Вижте пояснителната страница за други значения на Дукат.
Дỳкат или Дỳкът е село в Община Босилеград, Западните покрайнини, Сърбия.

## География
Село Дукат е разположено във вископланински район между планините Доганица и Дукат и се състои от двадесет пръснати, значително отдалечени махали, някои от които са обезлюдени. Селото се намира непосредствено до българо-сръбската граница от периода 1878-1920 година.

## История
В началото на ХХ век в землището на Дукат са били запазени следи от каменна крепост. Йордан Захариев предполага, че първите основатели на селото са били овчари, които са се установили постоянно на това място.
До 1878 година Дукат е господарско село и земите му принадлежат на турски чифликчии, на които селяните изплащат рента. Според османо-турски документи в 1864 година Дукати баля (Горен Дукат) има 66 ханета (363 жители от мъжки пол), а в 1874 година - 89 ханета (429 мъже, 5 от които - цигани християни).
От 1878 до 1920 година селото е в границите на България и е част последователно от Изворска (до 1889 г.), Босилеградска (до 1901 г.) и Кюстендилска околия. През 1878 година земите на чифликчиите са взети от местните жители, които ги обработват, и по-късно, след правителствен заем, са изплатени на предишните им собственици.
В 1882-1885 година в централната махала Село е построено първото училище в селото.
В края на XIX век около 50 къщи от Дукат се изселват в Тузлука.
Според патриаршеския митрополит Фирмилиан в 1902 година в Дукат, село в Прешевска каза на Османската империя, има 4 сръбски патриаршистки къщи.
По силата на Ньойския договор от 1919 година селото е включено в пределите на Кралството на сърби, хървати и словенци. През 1935-1936 година е построена нова сграда за училището в Дукат, в която пръв учител е Никола Бирвалски от Сомбор.
През 1941-1944 година Дукат, както и останалите села в Западните покрайнини, отново е под българско управление. След 1944 година е в границите на Югославия и наследилата я след разпада ѝ Сърбия.

## Население след 1878 г.
- 1880 – 715 души
- 1900 – 682 души
- 1910 – 775 души
- 1948 – 1211 души
- 1953 – 1111 души
- 1961 – 1089 души
- 1971 – 1047 души
- 1981 – 807 души
- 1991 – 623 души
- 2002 – 397 души
- 2011 – 260 души

### Етнически състав
Населението на Дукат е почти напълно българско. Според данните от преброяването от 2002 година, етническият му състав е следният:
- 92,19% българи
- 5,54% сърби
- 0,75% непознати